# Anguloa brevilabris
Anguloa brevilabris är en orkidéart som beskrevs av Robert Allen Rolfe. Anguloa brevilabris ingår i släktet Anguloa och familjen orkidéer. Inga underarter finns listade i Catalogue of Life.

## Bildgalleri

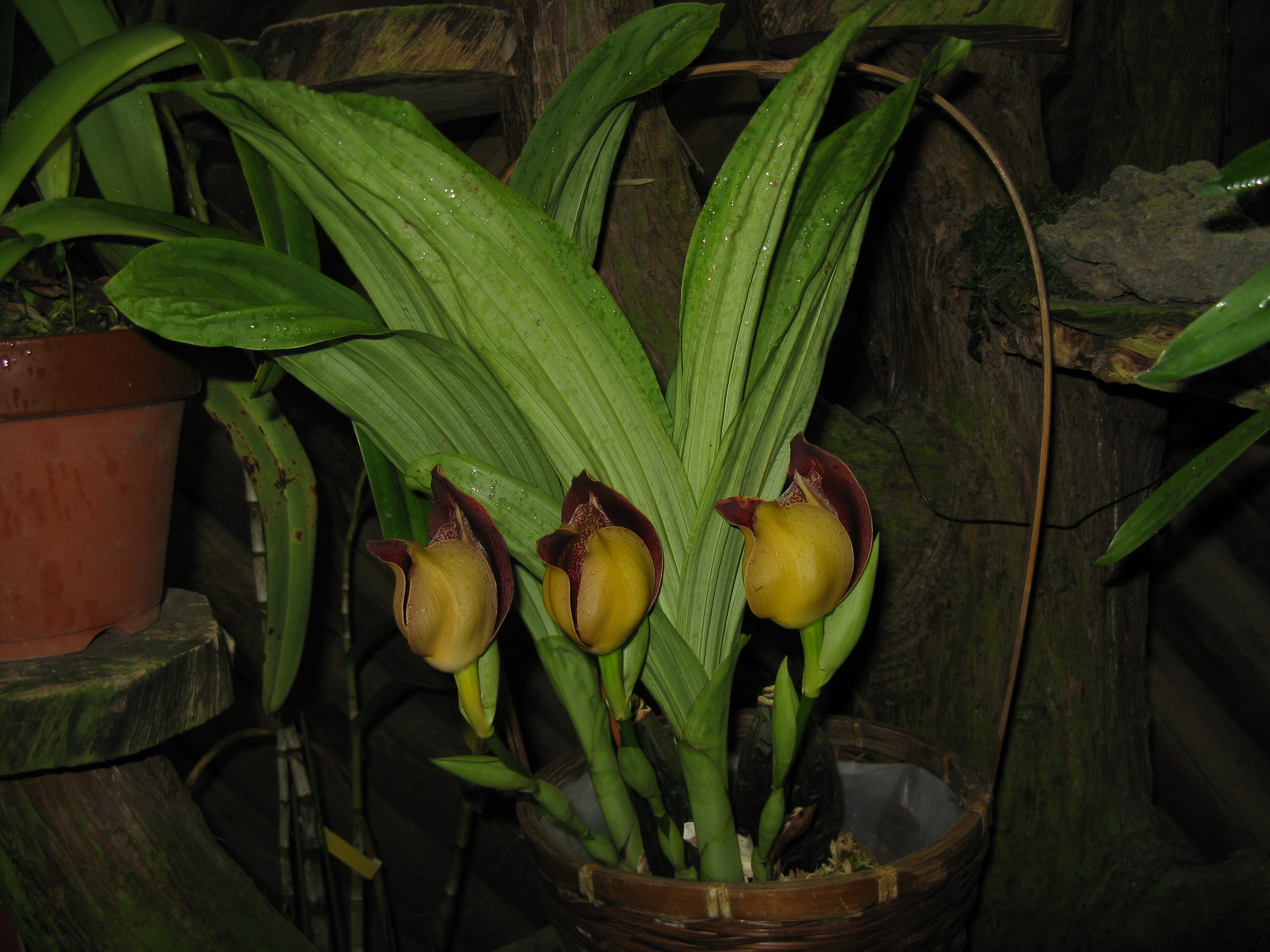